# Унісфера
Унісфера (англ. Unisphere) — сталева модель земної кулі, розташована у парку «Флашинг-Медоус-Корона» в боро Куїнс у Нью-Йорку.
Унісферу було спроектовано ландшафтним архітектором Гілмором Кларком (Gilmore David Clarke) для всесвітньої виставки 1964—1965 років, що проводилася у Нью-Йорку. Вона була покликана символізувати девіз виставки: «Світ через розуміння»(англ. Peace through understanding). Розташована навколо споруди система фонтанів була розроблена компанією Кларка Clarke & Rapuano спільно з об'єднанням Hamel & Langer. Кошти на створення Унісфери були виділені корпорацією U.S. Stee. Її монтаж проводився фахівцями компанії American Bridge Company.
Як основний матеріал була вибрана нержавіюча сталь. Орбітальні кільця, що оточують Унісферу, прикріплені до неї за допомогою авіаційних тросів. Сукупна протяжність меридіанів, паралелей і орбітальних кілець становить приблизно 2,4 км. Загальна маса Унісфери становить майже 400 тонн, висота — 42,7 м, ширина — 36,6 м. Маса її 6-метрової основи — 70 тонн. Діаметр басейну навколо Унісфери — 94,5 м. Його бортик виконано з рожевого граніту. Навколо Унісфери розташовані 96 здвоєних фонтанів, що викидають воду на 6-метрову висоту.
У 1989-1994 архітектурний комплекс перебував на реконструкції. Її вартість перевищила 3 млн $.
У 1995 комісія Нью-Йорка з охорони пам'яток присвоїла Унісфері статус міської пам'ятки.

## Галерея

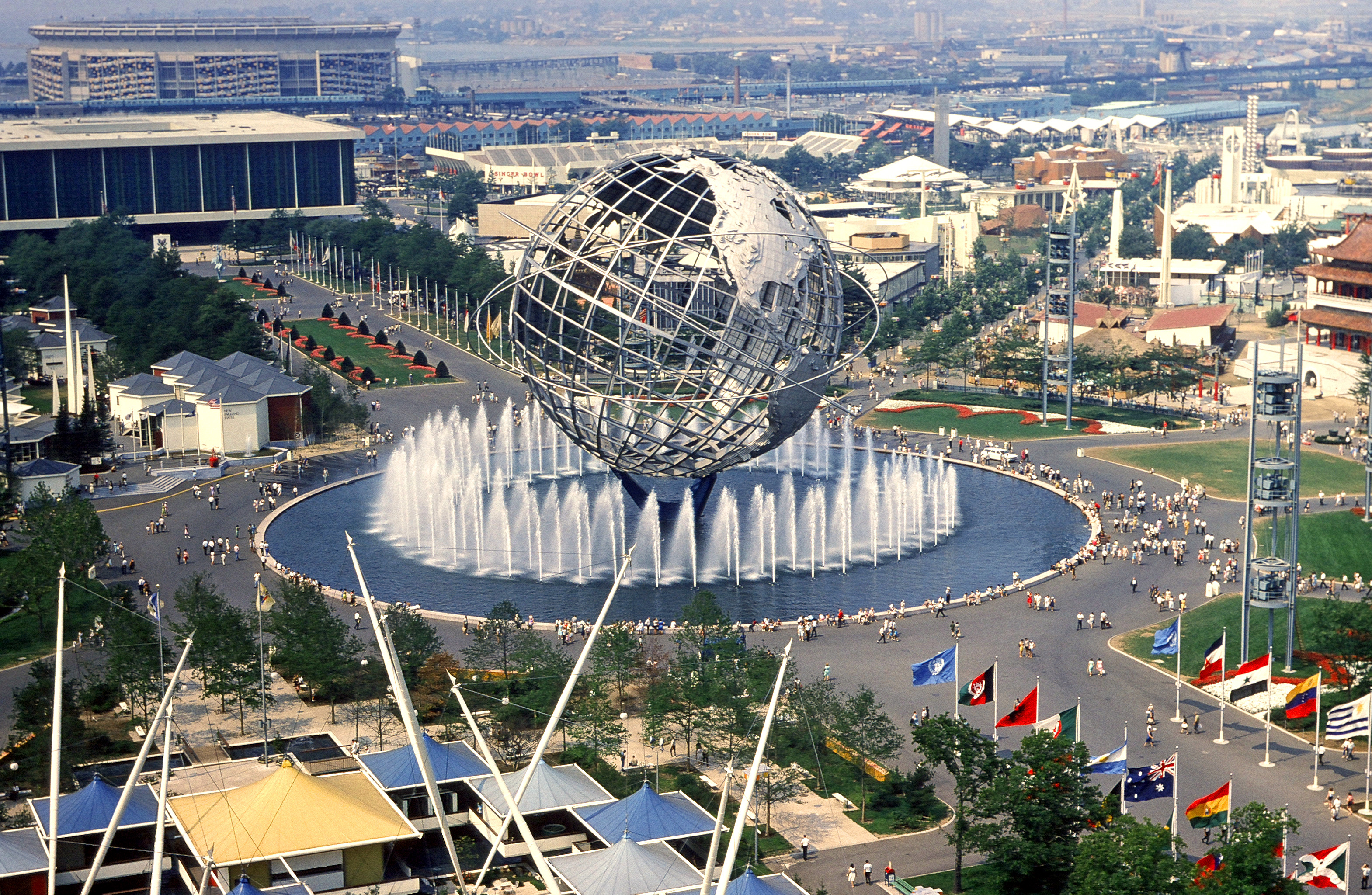
Унісфера у серпні 1964
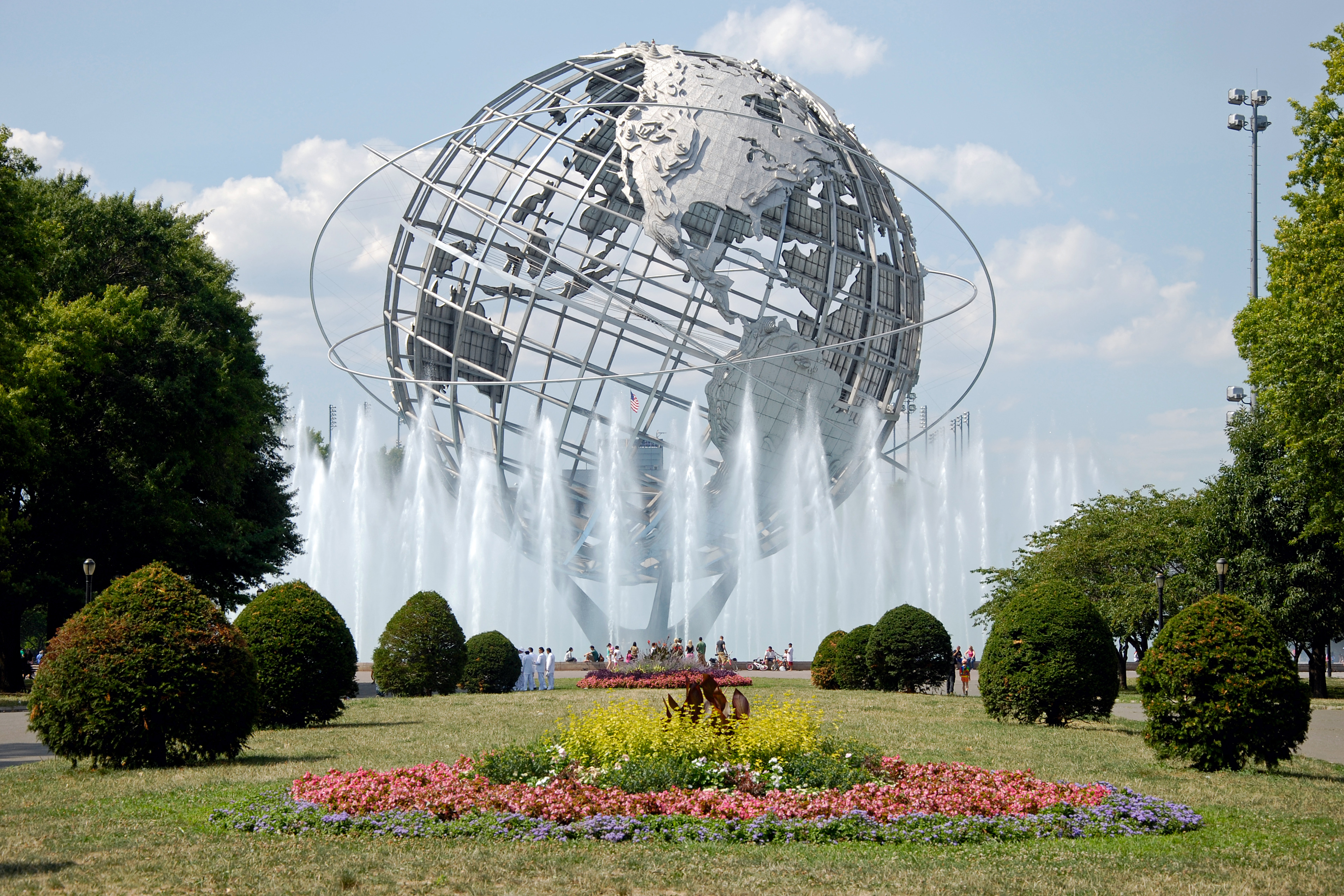
В серпні 2010

## Ресурси Інтернету
- Вікісховище має мультимедійні дані за темою: Унісфера
- The Unisphere Designation Report
- Unisphere: Flushing Meadows Corona Park Virtual Tour
- The Unisphere of Flushing Meadows Park, NY